# Semampir (Sedati)
Semampir is een bestuurslaag in het regentschap Sidoarjo van de provincie Oost-Java, Indonesië. Semampir telt 2175 inwoners (volkstelling 2010).